# 친청파
친청파(親淸派)는 청나라에 협조하거나 병자호란 때 청나라에 귀순한 사람이다.  

## 인물
- 김자점
- 김홍집
- 민영준
- 안익태
- 한윤
- 한택
- 강홍립